# 天韻志工
天韻志工（英語：SAXOer）是由李自中於2015年創辦的志工團兼樂團，常於台灣各地車站或醫院義演，現今成員達到十六人，皆為退休人員。
2021年發行第一首單曲風中的批是由李自中作詞曲，由陳昜羊演唱，現在已在YouTube Music和KKBOX發行。

## 起源
2015年，退休後的李自中，因為去一家育幼院代吹薩克斯風而喚起了年輕時的回憶，因此組成了志工團天韻到火車站、醫院等地巡演。

## 表演歷程
從2015成立志工團後，現今天韻表演已經超過400場。

## 單曲
2021年，天韻團長李自中和歌手陳昜羊合作，推出第一張單曲風中的批，並且也快速在線上音樂網站上線，此為李自中第一次譜詞作曲，也是天韻的第一首單曲。

## 外部連結
天韻官方臉書網站